# Jay Williams (koszykarz)
Jason David 'Jay' Williams (ur. 10 września 1981 w Plainfield) – amerykański koszykarz, występujący na pozycji rozgrywającego, analityk koszykówki szkolnej i akademickiej w stacji ESPN.
W 1999 wystąpił w meczu wschodzących gwiazd - Nike Hoop Summit oraz McDonald’s All-American.
W nocy 19 czerwca 2003 miał wypadek motocyklowy. Wjechał swoją Yamahą R6 w lampę uliczną na rogu ulic Fletcher i Honore w Północnym Chicago. Nie miał kasku oraz nie posiadał prawa jazdy do kierowania motocyklem w stanie Illinois. Złamał również przepisy kontraktu z Bulls, wsiadając na motor.  W wyniku wypadku zerwał główne nerwy w nodze, uszkodził miednicę oraz doznał przemieszczenia trzech więzadeł w lewym kolanie, włącznie z ACL. Wymagał fizykoterapii. Tydzień po jego wypadku Bulls wybrali w drafcie rozgrywającego Kirka Hinricha. Stało się wtedy jasne, że klub podjął już decyzję odnośnie do jego osoby. W rezultacie został zwolniony w lutym 2004 roku. Odchodząc otrzymał od Bulls 3 miliony dolarów, które wykorzystał na pokrycie kosztów rehabilitacji. Obiecywał powrót do treningów oraz do klubu. W międzyczasie w październiku 2004 roku został zatrudniony w stacji ESPN, jako analityk oraz komentator spotkań koszykówki szkolnej i akademickiej.
We wrześniu 2006 roku podpisał niegwarantowaną umowę z New Jersey Nets, dzięki czemu dostał szansę występów w rodzinnym stanie, niespełna miesiąc później klub zrezygnował z jego usług. W grudniu związał się umową z Austin Toros, zespołem występującym w (D-League). Po miesiącu został zwolniony z powodu kontuzji.

## Osiągnięcia
Na podstawie, o ile nie zaznaczono inaczej.
NCAA
- Mistrz NCAA (2001)[4]
- Uczestnik rozgrywek Sweet 16 turnieju NCAA (2000–2002)
- Mistrz:
  - turnieju konferencji Atlantic Coast (ACC – 2000–2002)
  - sezonu regularnego ACC (2000, 2001)
- Zawodnik Roku NCAA:
  - im. Naismitha (2002)[5]
  - im. Johna R. Woodena (2002)[6]
  - według:
    - National Association of Basketball Coaches (NABC – 2001, 2002)[7]
    - Associated Press (2002)[8]
    - Sporting News (2002)[9]
    - Basketball Times (2002)
- MVP turnieju ACC (2000)[10]
- Laureat nagród:
  - Oscar Robertson Trophy (2002)[11]
  - Adolph Rupp Trophy (2002)[12]
  - Najlepszy pierwszoroczny zawodnik NCAA (2000 przez Sporting News)
- Zaliczony do:
  - I składu:
    - turnieju:
      - ACC (2000, 2001, 2002)
      - Maui Invitational (2002)

    - ACC (2001, 2002)
    - pierwszoroczniaków ACC (2000)
    - NCAA Final (2001 przez AP)[13]

  - III składu ACC (2000)
  - składu 50. najlepszych zawodników w historii rozgrywek konferencji ACC – ACC 50th Anniversary Basketball Team
  - Akademickiej Galerii Sław Koszykówki (2017)[14]

NBA
- Zaliczony do II składu debiutantów NBA (2003)[15]
- Zawodnik miesiąca (grudzień 2002)
- Uczestnik Rookie Challenge (2003)

Reprezentacja
- Uczestnik mistrzostw świata (2002 – 6. miejsce)